# Paul Botaș
Paul Ionel Botaș (sinh ngày 10 tháng 2 năm 1990) là một cầu thủ bóng đá người România thi đấu ở vị trí thủ môn cho Dacia Unirea Brăila.